# Henry: Portrait of a Serial Killer
Henry: Portrait of a Serial Killer é um filme de terror de 1986 (relançado em 1990) dirigido e coescrito por Richard Fire e John McNaughton.
Esse filme é considerado o melhor filme de serial killer de todos os tempos, ele insere o espectador na mente doentia do psicopata Henry Lee Lucas, um dos mais prolíficos assassinos da história dos Estados Unidos, que sem motivo aparente deixava vítimas por onde passasse, o filme mostra cenas que impressionam pela agressividade e frieza, filmado num tom realista e documental, é um retrato  perturbador das atrocidades cometidas por um homem que, longe de ser um proscrito social e de se apresentar como uma ameaça, se caracteriza pelo seu aspecto normal, malgrado a sua quase total ausência de sentimentos ou paixões humanas é uma das produções mais realistas e impactante sobre o tema.
O diretor McNaughton cria um universo onde não há bem para se opor ao mal, e o homicídio é uma forma aceitável de libertação das tensões acumuladas.
Através de uma associação com dois irmãos que empacotavam e distribuíam videocassetes em Chicago, John McNaughton conseguiu 100 mil dólares para produzir e dirigir um thriller de orçamento baixo destinado ao mercado de vídeo. Baseando seu roteiro na vida de um assassino em série, Henry Lee Lucas, e coletando recortes do Chicago Tribune, McNaughton criou com Richard Fire e Steve Jones o filme "Henry - Retrato de um Assassino" (Henry: Portrait of a Serial Killer).
Ficou praticamente sem ser visto por espectadores de cinema por três anos, até que foi aclamado no Telluride Film Festival, em 1989 e se transformou num filme cult e um dos favoritos das sessões de meia-noite nas grandes cidades. "Henry - Retrato de um Assassino" foi escolhido um dos dez melhores do ano pela The Times Magazine, pelo Chicago Tribune e pelo jornal USA Today.

## Sinopse
Henry é um rapaz que vive com seu ex-colega de prisão e sofre de um distúrbio que o leva a matar pessoas de formas bárbaras . Quando o colega e sua irmã, que também sofrem de perturbações psicológicas, descobrem seus feitos, são atraídos pela violência, mas ao mesmo tempo se tornam vítimas em potencial. Baseado na vida do serial killer, Henry Lee Lucas.

## Elenco
| Elenco         | Personagem |
| -------------- | ---------- |
| Michael Rooker | Henry      |
| Tom Towles     | Otis       |
| Tracy Arnold   | Becky      |